# Ляпунов, Кирилл Игоревич
Кири́лл И́горевич Ляпуно́в (24 марта 1986, Москва) — российский гребец-байдарочник, выступает за сборную России начиная с 2009 года. Участник летних Олимпийских игр в Рио-де-Жанейро, серебряный призёр чемпионата Европы, двукратный чемпион летней Универсиады в Казани, многократный победитель и призёр первенств национального значения. На соревнованиях представляет Москву и ЦСКА, мастер спорта международного класса.

## Биография
Кирилл Ляпунов родился 24 марта 1986 года в Москве. Активно заниматься греблей начал с раннего детства, проходил подготовку под руководством тренеров В. В. Савгучева и В. Н. Корнеева. Состоял в Центре спортивной подготовки «Крылатское» и в ЦСКА.
Дебютировал в основном составе российской национальной сборной в сезоне 2009 года, когда побывал на взрослом чемпионате мира в канадском Дартмуте и занял там четвёртое место в программе эстафеты 4 × 200 метров. Год спустя на мировом первенстве в польской Познани был шестым в четвёрках на тысяче метрах и двадцать шестым в двойках на пятистах метрах. Ещё через год на аналогичных соревнованиях в венгерском Сегеде стал седьмым в зачёте двухместных байдарок на полукилометровой дистанции.
Будучи студентом Российского государственного университета физической культуры, спорта, молодёжи и туризма, в 2013 году Ляпунов отправился представлять страну на летней Универсиаде в Казани, где одержал победу в обеих дисциплинах, в которых принимал участие: в четвёрках на дистанциях 200 и 500 метров.
После некоторого перерыва в 2016 году Кирилл Ляпунов вернулся в основной состав гребной команды России и продолжил принимать участие в крупнейших международных регатах. Так, в зачёте четырёхместных байдарок на дистанции 1000 метров в этом сезоне он стал вторым на этапе Кубка мира в немецком Дуйсбурге и завоевал серебряную медаль на домашнем чемпионате Европы в Москве. Благодаря череде удачных выступлений удостоился права защищать честь страны на летних Олимпийских играх Рио-де-Жанейро. Стартовал здесь на тысяче метрах в составе четырёхместного экипажа, куда кроме него вошли гребцы Василий Погребан, Роман Аношкин и Олег Жестков — они с четвёртого места квалифицировались на предварительном этапе, затем на стадии полуфиналов финишировали четвёртыми и попали тем самым в утешительный финал «Б». В утешительном финале обогнали всех своих соперников и, таким образом, расположились в итоговом протоколе соревнований на девятой строке.
За выдающиеся спортивные достижения удостоен почётного звания «Мастер спорта России международного класса».